# Puerto Ulloa
Localidad que se ubica en la ribera norte del Río Bueno, perteneciente a la comuna de La Unión.

## Accesibilidad y transporte
El principal y más atractivo medio de transporte es el fluvial desde la localidad de Trumao.
En el año 2015 se inició un programa del Ministerio de Obras Públicas para poner en valor la navegabilidad del Río Bueno permitiendo una mejora del muelle de esta localidad ribereña. el cual consiste en un embarcadero para embarcaciones menores.
Puerto Ulloa se encuentra a 30,4 km desde La Unión por la Ruta T-80.
También se puede acceder por el camino ruralT-482 desde Mashue